# Lents Dagor

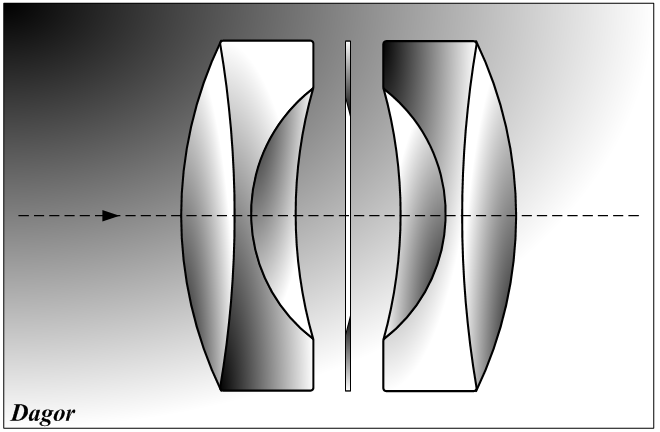
Disseny original de les lents Dagor

Les lents Dagor van ser creades originalment l'any 1892 pel matemàtic Emil von Höegh (1865-1915), dos anys després de la presentació del Zeiss Anastigmat. Höegh va oferir el seu disseny a l'empresa Zeiss, però en no estar interessants, va portar el seu disseny a Goerz, a Berlín. Aquesta companyia va fabricar una mostra de les lents de von Höegh que van resultar excel·lents, així que li van oferir una lloc com a dissenyador principal de lents, sent el successor de Moser qui havia mort recentment.

## Dagor original[1]
En un inici consistien en tres elements cimentats que corregien l'aberració cromàtica i esfèrica, però també corregien el possible astigmatisme del camp pla. Tot i així, les lents havien de ser muntades en parelles perque la simetría corregiria automàticament l'aberració comatosa.
Després de portar el seu disseny a la companyia Goerz i que aquesta el contractés com a dissenyador principal, les lents es van posar a la venda sota el nom de "Double Anastigmat Goerz", que serà reduït l'any 1904 a Dagor. Es segueixen fabricant actualment als Estats Units.
Bàsicament consistia en un sistema de menisc triple cimentat en el qual l'índex de refracció dels tres elements va augmentar constantment d'un extrem a un altre, l'element del mig sent o positiu o negatiu. Poc temps després de patentar les lents, Paul Rudolph de Zeiss va crear una sèrie de lents anomenades Satz Anastigmat Series VI que eren pràcticament idèntiques a les Dagor, tot i així, seran reemplaçades en poc temps. Les lents Dagor tenien un camp de visió de aproximadament 30º o més i una obertura moderada de f/6.8. S'estima que l'any 1895 es van vendre al voltant de 30.000 exemplars.